# Norwegian Air UK
Norwegian Air UK is een  luchtvaartmaatschappij in het Verenigd Koninkrijk, dochtermaatschappij van Norwegian. 
Opgericht in november 2015, opereert het Boeing 737-800 en Boeing 787-9 met regelmatige service vanaf London Gatwick Airport naar Europa, Azië, Noord-Amerika en Zuid-Amerika. Het hoofdkantoor bevindt zich op First Point, nabij Gatwick Airport.

## Vloot
De vloot van Norwegian Air UK bestond in april 2020 uit:
| Norwegian Air UK (DI) | Norwegian Air UK (DI) | Norwegian Air UK (DI) | Norwegian Air UK (DI) | Norwegian Air UK (DI) | Norwegian Air UK (DI) | Norwegian Air UK (DI) | Norwegian Air UK (DI) |
| Vliegtuigtype         | In Dienst             | Bestellingen          | Passagiers            | Passagiers            | Passagiers            | Opmerkingen           |                       |
| Vliegtuigtype         | In Dienst             | Bestellingen          | P                     | E                     | Totaal                | Opmerkingen           |                       |
| --------------------- | --------------------- | --------------------- | --------------------- | --------------------- | --------------------- | --------------------- | --------------------- |
| Boeing 787-9          | 13                    | 1                     | 56                    | 282                   | 338                   | –                     |                       |
| Totaal (DI)           | 13                    | 1                     |                       |                       |                       |                       |                       |